# Angels of Clarity
Angels of Clarity är Dead by Aprils tredje singel från deras första album Dead By April. Singeln släpptes den 28 september 2009. Singeln är en EP med bonuslåtarna "Losing You" och "Promise Me" i akustisk version. Singeln släpptes först i Storbritannien efter den nyliga turnén där, och senare som en digital singel.
Digital singel
| Nr | Titel                                          | Kompositör                                | Längd |
| -- | ---------------------------------------------- | ----------------------------------------- | ----- |
| 1. | Angels of Clarity                              | Pontus Hjelm/Jimmie Strimell              | 3:43  |
| 2. | Angels of Clarity (Shawn 'Clown' Crahan Remix) | Pontus Hjelm/Jimmie Strimell ft. Slipknot | 4:39  |
| 3. | Losing You (Acoustic version)                  | Pontus Hjelm/Jimmie Strimell              | 3:41  |
| 4. | Promise Me (Acoustic version)                  | Pontus Hjelm                              | 3:10  |

## Banduppsättning
- Jimmie Strimell - Sång
- Pontus Hjelm - Gitarr, sång, keyboard
- Johan Olsson - Gitarr
- Marcus Wesslén - Elbas
- Alexander Svenningson - Trummor